# Distrito de Wesermarsch
El Distrito de Wesermarsch (en alemán: Landkreis Wesermarsch) es un Landkreis (distrito) ubicado al noroeste del estado federal de Baja Sajonia (Alemania), limita al oeste con la ciudad de Oldemburgo y con los distritos de Ammerland y Frisia así como el Jadebusen, al norte se encuentra el mar del Norte, al este se ubica la cuenca del río Weser que hace de frontera con los distritos de Cuxhaven y Osterholz así como con la comarca de Bremen, al sur limita con la ciudad de Delmenhorst y el distrito de Oldemburgo. La capital del distrito es Brake.

## Composición del distrito

### Unión de municipios
1. Berne (7.120)
2. Brake, ciudad (16.191)
3. Butjadingen [ubicación: Burhave] (6.554)
4. Elsfleth, ciudad (9.346)
5. Jade (5.975)
6. Lemwerder (7.202)
7. Nordenham, ciudad, municipio autónomo (27.595)
8. Ovelgönne [ubicación: Oldenbrok-Mittelort] (5.766)
9. Stadland [ubicación: Rodenkirchen] (7.976)